# Beiping, Chongqing
Beiping (kinesiska: 北屏) är en socken i sydvästra Kina. Den ligger i Chengkou härad i storstadsområdet Chongqing,  omkring 340 kilometer nordost om det centrala stadsdistriktet Yuzhong. Antalet invånare är 4 964. Befolkningen består av 2 458 kvinnor och 2 506 män. Barn under 15 år utgör 25,0 %, vuxna 15-64 år 64 %, och äldre över 65 år 10,0 %.